# Luca Stroici
Luca (Lupu) Stroici (n. secolul XVI – d. secolul XVII) a fost un boier cărturar român, mare logofăt al Moldovei între 1580 - 1591 și 1595 - 1610. A studiat în Polonia. A fost primul dregător care a semnat documentele de cancelarie folosind litere latine. A scris un „Tatăl nostru” în limba română cu litere latine (1593), fapt care l-a determinat pe Bogdan Petriceicu-Hasdeu să-l numească „părintele filologiei latino-române”[A]. Este unul dintre ctitorii Dragomirnei, alături de mitropolitul Anastasie Crimca, Miron Barnovschi și fratele său, vistiernicul Simion Stroici.

## Biografie
După opinia lui Hasdeu, Luca Stroici a fost „un boier isteț, sucit, ascuns, fără religiune, care știa grecește, latinește, nemțește, italienește, polonește și sârbește”.
A fost fiul dregătorului Ion Stroici[B] și al Anghelinei, fiica pârcălabului Ion Stârcea[C].